# Puiol del Piu
Puiol del Piu is een dorp in de Andorrese parochie La Massana. Het plaatsje, dat niet het statuut van quart heeft, is gelegen aan de Riu d'Arinsal tussen Mas de Ribafeta in het noorden en Erts in het zuiden. 
De hoofdstraat is de secundaire weg CS-411, een zijstraat van de CG-5.  

## Geografie
In Puiol del Piu mondt het Canal Gran Callisa de Palomer uit in de Riu d'Arinsal. Bij de samenvloeiing overspant de Pont de Palomer deze laatste rivier, die onder meer wordt gevoed door de bron Font de les Entrades. Beide zijn genoemd naar de Pic de Palomer (2072 meter), die ten zuidwesten van de dorpskern ligt en kan worden beklommen via de Camí de Palomer. Verder stroomt door de kern ook nog het Canal de la Llosa.

Quarts: Anyós · Arinsal · Erts · L'Aldosa de la Massana · La Massana · Pal · Sispony

Andere kernen: El Pui · Escàs · Mas de Ribafeta · Puiol del Piu · Xixerella